# الابياري
الايباري هو فائد بن مبارك الابياري المصرى الازهرى الْحَنَفِي؛ عالم بالسيرة النبويّة و الحديث، من فقهاء الحنفية، مصري أزهري من علماء القرن الحادي عشر الهجري توفي في حدود سنة 1085هجرية 

## مولدة
ولد في قرية ايبار التي تتبع حاليا مركز كفر الزيات محافظة الغربية تعلم في قريتة ثم انتقل إلي القاهرة وتعلم بالأزهر الشريف وأخذ العلم عن شيوخ الازهر.

## مؤلفاتة
1. مورد الظمآن إِلَى سيرة الْمَبْعُوث من عدنان
2. مواهب الْقَدِير شرح الْجَامِع الصَّغِير للسيوطي
3. القَوْل الْمُخْتَار فِي ذكر الرِّجَال الاخيار في مكتبة برلين
4. شرح الأجرومية بخطه في مكتبة الازهر
5. شرح الزاد في الفقة [3]